# Újjászületés (Stephen King-regény)
Az Újjászületés (Revival) Stephen King amerikai író 2014-ben megjelent regénye, amely az Arthur Machen, Mary Shelley és Howard Phillips Lovecraft írói hagyományát követi: nem rémséges lényekkel vonzza be az olvasóit, hanem a bennünk rejlő sötétséggel. A neves elődöket a regény előszavában konkrétan meg is nevezi, utóbbit pedig szövegszerűen is idézi.
A regény középpontjában az a gondolat áll, miként kergeti az emberiség azt a tudást, amely nem adatott meg számára, mégis mítoszokban, vallásokban keressük rá a magunk válaszait.

## Cselekmény
|  | Alább a cselekmény részletei következnek! |

A történet középpontjában Jamie Morton áll, aki összebarátkozik a Maine állambeli kisvárosba kinevezett új lelkésszel, Charlie Jacobs-szal . A tiszteletes az elektromosság megszállottja, aki maga fabrikálta eszközeivel az úgynevezett titkos elektromosság után kutat szabadidejében. A felnőtt Charlie és a kisfiú élete pedig eme rejtőzködő természeti erő miatt elválaszthatatlan módon összefonódik. Ahogy haladunk előre az időben, ahogy Jamie és Charlie egyre öregszik, úgy sötétedik maga a regény is.
|  | Itt a vége a cselekmény részletezésének! |

## Magyarul
- Újjászületés; fordította: Dranka Anita; Európa, Budapest, 2015